# Influências (álbum de Dori Caymmi)
Influências é o décimo álbum solo do cantor e compositor Dori Caymmi, lançado em 2001. O disco foi nomeado ao Grammy Latino.

## Faixas
1. "Conversa de Botequim" (participação de Gal Costa)
2. "Faceira"
3. "Linda Flor (Yayá) (Ai, Yoyô)"
4. "Cor Do Pecado"
5. "Pé Do Lageiro" (participação de Dominguinhos)
6. "Serenata Do Adeus"
7. "Lá Vem Baiana"
8. "Copacabana"
9. "Acontece Que Eu Sou Baiano"
10. "É Doce Morrer No Mar"
11. "Berimbau"
12. "Felicidade"
13. "Desafinado"
14. "Migalhas de Amor"
15. "Clair de Lune"